# Gobioides sagitta
Gobioides sagitta é uma espécie de peixe da família Gobiidae e da ordem Perciformes.

## Morfologia
- Os machos podem atingir 50 cm de comprimento total.
- Número de vértebras: 31.[4][5]

## Habitat
É um peixe de clima tropical e demersal.

## Distribuição geográfica
É encontrado no Oceano Atlântico oriental: desde o Senegal e Guiné-Bissau (rio Mansoa) até à República do Congo e nas ilhas do Golfo da Guiné.

## Observações
É inofensivo para os humanos.